# I'll Take Care of You
I'll Take Care of You è il quarto album solista di Mark Lanegan, pubblicato nel 1999 dalla Sub Pop. L'intero album è composto da cover.

## Tracce
1. Carry Home - 3:00 - (Jeffrey Lee Pierce)
2. I'll Take Care of You - 2:50 - (Brook Benton)
3. Shiloh Town - 3:22 - (Tim Hardin)
4. Creeping Coastline of Lights - 3:20 - (Leaving Trains)
5. Badi-Da - 3:21 - (Fred Neil)
6. Consider Me - 3:49 - (Eddie Floyd, Booker T. Jones)
7. On Jesus' Program - 2:45 - (Overton Vertis Wright)
8. Little Sadie - 3:23 - (traditional)
9. Together Again - 2:34 - (Buck Owens)
10. Shanty Man's Life - 3:12 - (Steven Harrison Paulus)
11. Boogie Boogie - 2:04 - (Tim Rose)

## Musicisti

### Artista
- Mark Lanegan - voce (tracce 1-11);

### Altri musicisti
- Mike Johnson - chitarra acustica (traccia 1); chitarra elettrica (tracce 3,4,7,8,9,11)
- Mark Hoyt - chitarra acustica (tracce 3,5,8,10); chitarra elettrica (tracce 2,6,9); cori (traccia 5)
- Van Conner - basso (tracce 2,6)
- Mark Pickerel - batteria (tracce 2,6)
- Steve Berlin - flauto (traccia 2); pianoforte (traccia 2); organo (traccia 6)
- Barrett Martin - vibrafono (tracce 2,4); contrabbasso (traccia 3); batteria (traccia 3); percussioni (traccia 6)
- David Krueger - violino (traccia 3)
- Martin Feveyear - pianoforte (tracce 3,5); percussioni (traccia 5); organo (traccia 9); wurlitzer (traccia 11)
- Ben Shepherd - basso (tracce 4,7,9,11)
- Mark Boquist - batteria (tracce 4,7,9,11)